# Zlatá stoka

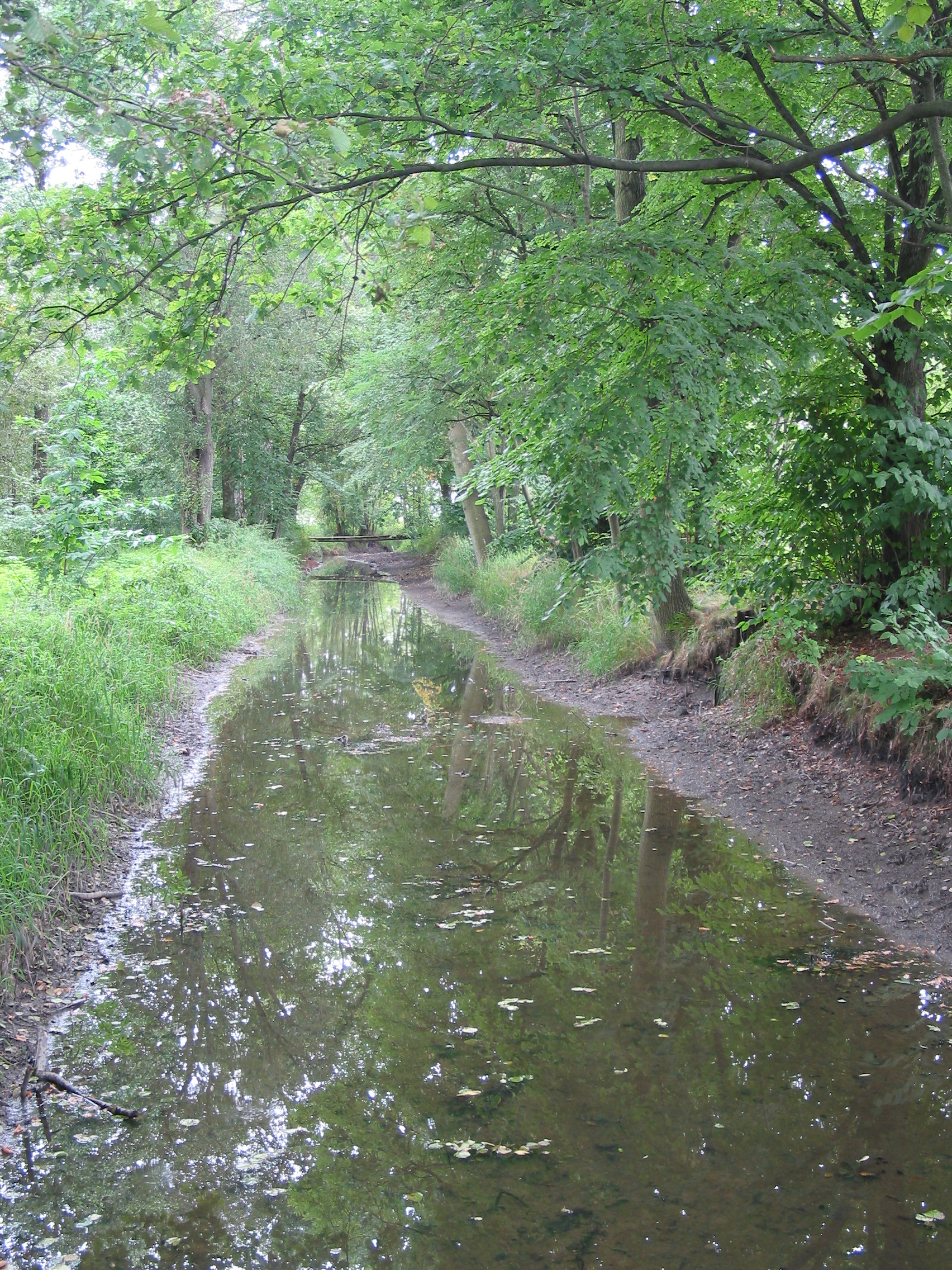
Zlatá stoka nahe Lomnice nad Lužnicí

Zlatá stoka (deutsch Goldener Kanal) ist ein 45 Kilometer langer künstlicher Wasserlauf in Tschechien. Er verbindet sämtliche großen Fischteiche im Wittingauer Becken. Bis ins 17. Jahrhundert trug er den schlichten Namen Bewässungsgraben (Příkop). Wegen seiner Bedeutung für das System der Fischteiche  erhielt er während der Zeit der Schwarzenberger den Namen Goldener Kanal.

## Geschichte
Zur Wasserversorgung der Fischteiche um Třeboň entstand im Mittelalter an der Mühle Opavský mlýn der Strúha-Kanal. Der seit 1367 belegbare Kanal, der die Teiche Dvořiště, Záblatský rybník und Bošilecký rybník verband, verkam während der Zeit der Hussitenkriege.
Peter IV. von Rosenberg beauftragte Štěpánek Netolický mit der Anlage eines neuen Kanals unter Ausnutzung des alten Strúha-Kanals im Oberlauf. Die Bauzeit erstreckte sich von 1505 bis 1520. Der Kanal versorgt mehrere Teiche mit Wasser und hat früher auch einige Mühlen angetrieben sowie im oberen Abschnitt zum Holzschwemmen gedient.

## Lage
Der Kanal leitet zwei Kilometer südöstlich von Majdalena, oberhalb der Einmündung des Koštěnický potok, am Wehr Pilař in 441 m n.m. (48° 56′ 46″ N, 14° 52′ 49″ O) Wasser aus der Lainsitz über Třeboň in den Rosenberg-Weiher und führt von dort westlich der Lainsitz weiter nach Smržov, Lomnice nad Lužnicí, Záblatí (Záblatský rybník), Ponědraž und Ponědrážka. Am Horusický rybník oberhalb von Veselí nad Lužnicí mündet der Kanal in 410 m n.m. wieder in die Lainsitz (49° 10′ 1″ N, 14° 42′ 9″ O).
Der Kanal ist fünf bis acht Meter breit; sein Einzugsgebiet beträgt 127 km², der durchschnittliche Durchfluss 1 m³/s.